# Stazione di Apgujeongrodeo
La stazione di Apgujeong Rodeo (압구정로데오역 - 狎鷗亭로데오驛, Apgujeong-node'o-yeok ) è una stazione ferroviaria situata nel quartiere di Gangnam-gu della città di Seul, in Corea del Sud, servita dalla linea Bundang, ferrovia suburbana della Korail.

## Linee
Korail
■ Linea Bundang (Codice: K212)

## Struttura
La stazione di Apgujeong Rodeo è realizzata in sotterraneo. Dispone di due banchine laterali con due binari passanti protetti da porte di banchina, e sono inoltre presenti ascensori e scale mobili.
| 1 | ■ Linea Bundang | per Seolleung, Suseo, Jeongja, Jukjeon, Giheung e Suwon |
| 2 | ■ Linea Bundang | per Wangsimni                                           |

## Stazioni adiacenti
| «             | Servizio        | »                |
| Linea Bundang | Linea Bundang   | Linea Bundang    |
| ------------- | --------------- | ---------------- |
| Seoul-forest  | Locale Espresso | Gangnam-gucheong |